# 스레딩 빌딩 블록
스레딩 빌딩 블록(Threading Building Blocks, TBB)은 다중 코어 프로세서의 이점을 취하는 소프트웨어 프로그램을 작성할 목적으로 인텔이 개발한 C++ 템플릿 라이브러리이다.

## 라이브러리 속성
TBB는 병렬 프로그래밍을 위한 구성 요소들의 집합이다:
- 기본 알고리즘: parallel_for, parallel_reduce, parallel_scan
- 고급 알고리즘: parallel_while, parallel_do, parallel_pipeline, parallel_sort
- 컨테이너: concurrent_queue, concurrent_priority_queue, concurrent_vector, concurrent_hash_map
- 동적 메모리 할당: scalable_malloc, scalable_free, scalable_realloc, scalable_calloc, scalable_allocator, cache_aligned_allocator
- 상호 배제: mutex, spin_mutex, queuing_mutex, spin_rw_mutex, queuing_rw_mutex, recursive mutex
- 원자적 연산: fetch_and_add, fetch_and_increment, fetch_and_decrement, compare_and_swap, fetch_and_store
- 타이밍: 포팅 가능하고 정밀한 전역 시간표
- 태스크 스케줄러: 태스크의 작성 및 활성화의 통제에 대한 직접 접근

## 역사
- 1.0 (2006년 8월 29일)
- 1.1 (2007년 4월 10일)
- 2.0 (2007년 7월 24일)
- 2.1 (2008년 7월 22일)
- 3.0 (2010년 5월 4일)
- 4.0 (2011년 9월 8일)
- 4.1 (2012년 9월 5일)
- 4.2 (2013년 9월 4일)

## 지원 시스템
TBB는 3.0 기준으로 마이크로소프트 윈도우 (XP 이상), OS X (버전 10.5.8 이상), 리눅스를 지원하며, 비주얼 C++(윈도 전용이며 버전 8.0 이상), 인텔 C++ 컴파일러(버전 11.1 이상), GCC를 사용할 수 있다. 또, TBB 오픈 소스 커뮤니티는 썬 솔라리스, 파워PC, 엑스박스 360, QNX 뉴트리노, FreeBSD를 위한 패치를 제작하여 기여하고 있다.
2010년 3월 기준으로, TBB는 FreeBSD에서 이용할 수 있으며 다음의 GNU/리눅스 및 썬 솔라리스 배포판에 포함되고 있다:
- 레드햇 페도라
- 노벨 오픈수세
- 우분투
- 아치 리눅스
- 터보리눅스
- 아시아눅스
- 데비안
- 젠투 리눅스
- 썬 솔라리스
- 썬 오픈솔라리스

## 같이 보기
- 오픈MP
- 병렬 컴퓨팅

## 참조
1. ↑  “oneAPI Threading Building Blocks Github Releases”. 《GitHub》.
2. ↑  “Intel Threading Building Blocks - Release Notes Version 3.0”. 2011년 8월 8일에 확인함.
3. ↑  “Using Intel's Threaded Building Blocks (TBB) With Sun Studio Express”. 2008년 5월 8일에 확인함.

## 참고 문헌
- Reinders, James (2007년 7월). 《Intel Threading Building Blocks: Outfitting C++ for Multi-core Processor Parallelism》 Paperback판. Sebastopol: O'Reilly Media. ISBN 978-0-596-51480-8.
- Voss, M. (2006년 10월). 《Demystify Scalable Parallelism with Intel Threading Building Blocks' Generic Parallel Algorithms》. 2012년 2월 5일에 원본 문서에서 보존된 문서. 2013년 2월 9일에 확인함.
- Voss, M. (2006년 12월). 《Enable Safe, Scalable Parallelism with Intel Threading Building Blocks' Concurrent Containers》. 2012년 2월 5일에 원본 문서에서 보존된 문서. 2013년 2월 9일에 확인함.
- Hudson, Richard L.; Saha, Bratin; Adl-Tabatabai, Ali-Reza; Hertzberg, Benjamin C. (2006). 〈McRT-Malloc〉. 《Proceedings of the 2006 international symposium on Memory management  - ISMM '06》. 74–83쪽. doi:10.1145/1133956.1133967. ISBN 1595932216.